# Streaming-Suchmaschine
Eine Streaming-Suchmaschine ist eine spezielle Suchmaschine, die nach verfügbaren Angeboten von (meist zahlungspflichtigen) Streaming-Inhalten im Web sucht.

## Einschränkungen
Der Benutzer kann (wie bei Metasuchmaschinen meist üblich) nicht die durchsuchten Quellseiten bestimmen oder erweitern und ist damit festgelegt auf eventuelle Vertriebspartnerschaften zwischen den Betreibern von Streaming-Suchmaschinen und den Anbietern der Streaming-Inhalte (Content-Provider). Auch mögliche freie Inhalte werden oft nicht berücksichtigt.

## Geschäftsmodell
Der Erwartung, dass Streaming-Flatrates das illegale Filesharing reduzieren würden, wird laut verschiedenen Statistiken entsprochen. Jedoch bemängeln einige Nutzer das begrenzte Angebot von Filmen, Serien und Songs auf verschiedenen Plattformen.
Durch die Nutzung solcher Suchmaschinen lässt sich der Neigung von Nutzern, Content nur von einem oder wenigen Anbietern zu kaufen, entgegenwirken. So wird einerseits der Wettbewerb befördert, andererseits aber die Gefahr von Preisabsprachen erhöht.